# نینا گارسویان
نینا گئورگی گارسویان (ارمنی: Նինա Գևորգի Գարսոյան; انگلیسی: Nina G. Garsoïan؛ ۱۹۲۳ – ۱۴ اوت ۲۰۲۲) تاریخ‌نگار و خاورشناس ارمنی و استاد مطالعات ارمنی در دانشگاه کلمبیا بود.

## زندگی
وی در ۱۱ آوریل ۱۹۲۳ میلادی در شهر پاریس فرانسه به دنیا آمد پدرش از ارمنی‌های تفلیس و مادر وی نیز از ارمنی‌های کریمه بود. به دنبال انقلاب روسیه والدین وی از روسیه به فرانسه مهاجرت کردند. پدر وی در سال ۱۹۲۵ درگذشت. در سال ۱۹۳۳ به نیویورک سیتی نقل مکان نمود. دکتری خود در سال ۱۹۵۸ در رشته تاریخ ارمنستان، بیزانس و قرون وسطی از دانشگاه کلمبیا کسب نمود.
او از نویسندگانِ تاریخ ایران کمبریج و از اعضاء آکادمی بریتانیا بود.
گارسویان تا سال ۱۹۹۳ میلادی استاد مطالعات ارمنی در دانشگاه کلمبیا بود. او در ۱۴ اوت ۲۰۲۲ در سن ۹۹ سالگی درگذشت.

## کتابشناسی
- The Paulician Heresy (1967)
- The Iranian Substratum of the "Agatangelos" Cycle, W. , (1982)
- The Book of a Thousand Judgements: (A Sasanian Law-Book) (Persian Heritage Series (Zurich, Switzerland), No 39)
- Church and Culture in Early Medieval Armenia
- East Of Byzantium: Syria And Armenia In The Formative Period
- Armenian Toponyms
- Armenia between Bysantinym and the Sasanians. Variorum, Reprint, L. , (1985)
- Des Parthes au Califat: Quatre lecons sur la formation de l'identite armenienne (Travaux et memoires du Centre de recherche d'histoire et civilisation de Byzance) (نسخه فرانسوی)
- L'eglise armenienne et le grand schisme d'Orient Subs. 100
- "The Emergence of Armenia" in The Armenian People from Ancient to Modern Times, Volume I, The Dynastic Periods: From Antiquity to the Fourteenth Century
- De Vita Sua

## نگارخانه